# Nagymajor
Nagymajor (1899-ig Folyvárk, szlovákul: Stráňany, 1948-ig Folvark, ukránul Sztranyani, németül Vorwerk) község Szlovákiában, az Eperjesi kerület Ólublói járásában.

## Fekvése
Ólublótól közúton 13 km-re északnyugatra, a Hársas-patak völgyében fekszik.

## Története
1343-ban „Polyvark” néven említik először.
A falu a 15. században keletkezett egy 14. századi major mellett, a nedeci váruradalomhoz tartozott. 1589-ben birtokosától, Laskó Alberttől a Horváth-Palocsai család vásárolta meg. A 17. század végén Thököly Imre Mattyasovszky László püspöknek adta zálogbirtokul. 1787-ben 68 háza volt 500 lakossal.
A 18. század végén Vályi András így ír róla: „FOLYVÁRK. Tót falu Szepes Vármegyében, földes Urai Báró Palotsai, és Horváth Uraságok, lakosai egyesűltt katolikusok, fekszik Haligotz, vagy Harikócztól nem meszsze, Bélától két mértföldnyire, magas hegyek, úgy mint Kitsera, Liszina, Viszoka, és Holyi hegyek között, lakosai jó lent termesztenek, nevezetesítette e’ helyet, néhai Ladisintzky nevezetű Nemes, a’ ki a’ Tatárok üldőzésekor, Szamogitvából vagy a’ köznép szerént Zmudból magyar Országba vonúlván, Báró Palotsay Urasághoz akkori Magyar Ország Nádor Ispányához folyamodott, ’s e’ helységnek, és itt való majorságnak gyarapítását reá bízta vala, és innen származott Folyvárk nevezet is, melly a’ Szarmatika nyelven majorságot tészen. Határjában fája, legelője elég, de mivel földgye sovány, és vizek által is gyakorta károsíttatik, harmadik Osztálybéli.”
1828-ban 103 háza volt 743 lakossal. 1849-ben az orosz hadsereg vonult át a falun.
Fényes Elek 1851-ben kiadott geográfiai szótárában így ír a faluról: „Folyvárk, orosz f., Szepes vmegyében, Lipnik fil. Lőcséhez 8 óra, b. Palocsay birtoka.”
Lakói mezőgazdasággal, drótozással, erdei munkákkal foglalkoztak. A trianoni diktátum előtt Szepes vármegye Szepesófalui járásához tartozott.

## Népessége
| Év:            | 1994. | 2004.    | 2014. | 2024.   |
| -------------- | ----- | -------- | ----- | ------- |
| Emberek száma: | 231   | 194      | 194   | 180     |
| Eltérés:       |       | -16,01 % | +0 %  | -7,21 % |

| Év:            | 2023. | 2024.   |
| -------------- | ----- | ------- |
| Emberek száma: | 182   | 180     |
| Eltérés:       |       | -1,09 % |

1910-ben 460, túlnyomórészt ruszin lakosa volt.
2001-ben 207 lakosából 149 szlovák és 51 ruszin volt.
2011-ben 201 lakosából 127 szlovák és 57 ruszin.

## Nevezetessége
- Szűz Máriának szentelt klasszicista, görögkatolikus temploma 1857-ben épült.